# سوناگازی
سوناگازی (به لاتین: Sonagazi) یک منطقهٔ مسکونی در بنگلادش است که در ناحیه فنی واقع شده‌است. سوناگازی ۲۳۵٫۰۷ کیلومتر مربع مساحت و ۲۱۵٬۱۲۲ نفر جمعیت دارد.